# Parque Estadual Encontro das Águas
Parque Estadual Encontro das Águas é um parque estadual no estado de Mato Grosso, Brasil. Abrange uma área do pantanal rica em cursos de água.

## Geografia
O Parque Estadual Encontro das Águas é dividido entre os municípios de Poconé (56,71%) e Barão de Melgaço (43,29%) no estado de Mato Grosso. Possui uma área de 108 960 hectares (270 000 acre(s)s). A rodovia MT-060 atravessa a ponta noroeste do parque e uma estrada leva a partir da MT-060 ao longo da fronteira nordeste do parque. O parque cobre uma área rica em cursos de água que apoiam a rica biodiversidade da flora e fauna do pantanal.

### Hidrografia
O rio Caçanje define parte da fronteira norte do parque, fluindo para nordeste para se juntar ao rio Cuiabá. Mais ao sul, o rio Alegre flui para o nordeste através do parque paralelo ao Caçanje, faz parte da fronteira leste, depois continua para o leste para se juntar ao Caçanje, pouco antes do rio entrar em Cuiabá. Cuiabá corre para o sudoeste e faz parte da fronteira leste do parque. Em alguns mapas, agora é chamado de rio Canabu.
O Cuiabá/Canabu atravessa o parque, onde se une ao rio São Lourenço, ou ao rio Pingara, que também atravessa o parque a leste. O São Lourenço continua a sudoeste do outro lado do parque, depois define a borda oeste da parte sul do parque. O parque é delimitado ao sul pelo rio Piquirí, que define a fronteira com o estado de Mato Grosso do Sul. O Piquiri flui para o oeste para se juntar a São Lourenço, no limite sudoeste do parque.

## História
O Parque Estadual do Encontro das Águas foi criado pelo decreto 4.881, de 22 de dezembro de 2004, pelo governador de Mato Grosso. Em 17 de outubro de 2014, a SEMA fez uma última chamada aos proprietários ou arrendatários para fornecer documentação que comprove suas reivindicações. O conselho consultivo foi criado em 18 de dezembro de 2014. A pesca é proibida em um raio de 2 quilômetros (1,2 mi)  do parque estadual, embora isso só se aplique no Mato Grosso e não no rio Piquiri, no Mato Grosso do Sul. Isso causou algumas dificuldades para cerca de 40 famílias ribeirinhas no Mato Grosso que dependem da pesca para sobreviver.

## Ecoturismo
O parque possui um grande número de onças, que vivem nas capivaras e jacarés comuns no pantanal. Uma pequena indústria de turismo local se desenvolveu desde que isso se tornou conhecido pelo mundo exterior, organizando guias, barcos e expedições para acampamentos, geralmente administrados por pessoas não treinadas e sem equipamento básico de segurança. Em 2012, o parque não possuía plano de manejo e, tecnicamente, deveria estar fechado ao turismo. No entanto, é visitado por turistas, guias e cientistas que esperam observar as onças-pintadas. Os grandes felinos são tímidos e os turistas podem afastá-los. Há relatos de que o número de avistamentos está diminuindo e, quando vistas, as onças se afastam dos barcos mais rapidamente do que antes.

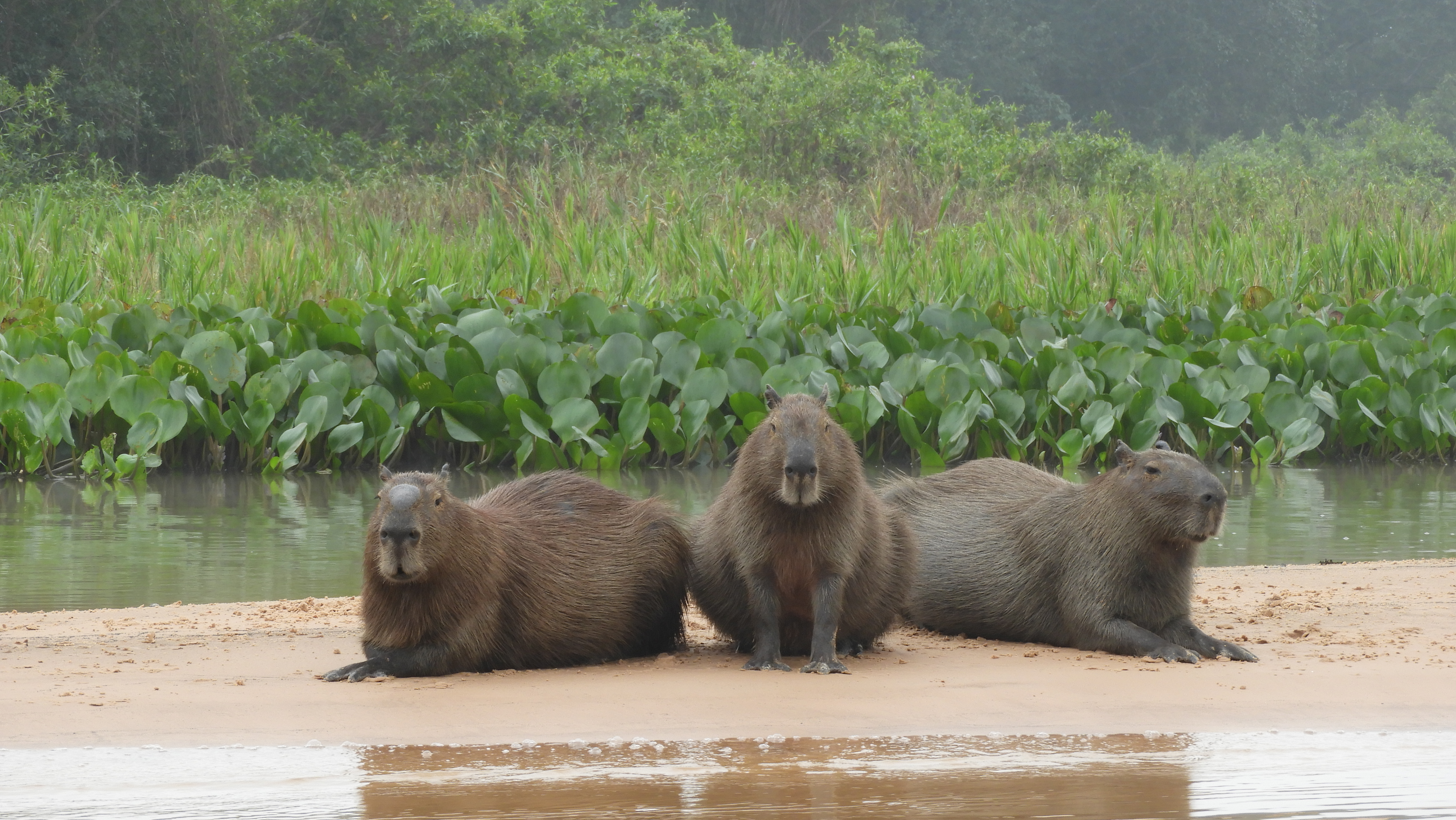
Capivaras (Hydrochoerus) em repouso na beira do rio

Uma pousada ecoturística no parque foi fechada por ordem judicial em 2009. O proprietário norte-americano construiu um acampamento do outro lado do rio Piquiri, no Mato Grosso do Sul. Em 2011, foi relatado que a polícia ambiental daquele estado havia encontrado problemas com a nova instalação, que havia sido construída sem autorização do órgão ambiental responsável. A empresa estava planejando construir nove edifícios de 11 por 4,5 metros (36 pés × 15 pés) para observar onças que passavam pela região e já estava recebendo turistas alemães e americanos. Os proprietários foram acusados de usar animais de isca, como porcos, ovelhas e jacarés para atrair os animais.